# Hallanäs
Hallanäs är en småort i Alvesta kommun i Kronobergs län. Orten ligger vid sjön Salens västra strand, cirka 1 kilometer sydost om kommunens centralort Alvesta.
Småorten omfattar tre hektar och består av ett gammalt sjukhem som omvandlats till lägenhetshus samt några angränsande byggnader.

## Befolkningsutveckling
| Befolkningsutvecklingen i Hallanäs 2010–2015 | Befolkningsutvecklingen i Hallanäs 2010–2015 | Befolkningsutvecklingen i Hallanäs 2010–2015 | Befolkningsutvecklingen i Hallanäs 2010–2015 | Befolkningsutvecklingen i Hallanäs 2010–2015 |
| -------------------------------------------- | -------------------------------------------- | -------------------------------------------- | -------------------------------------------- | -------------------------------------------- |
|                                              |                                              |                                              |                                              |                                              |
| År                                           |                                              |                                              | Folkmängd                                    | Areal (ha)                                   |
| 2010                                         | 2010                                         |                                              | 68                                           | 3#                                           |
| 2015                                         | 2015                                         |                                              | 118                                          | 18#                                          |
| Anm.: Ny småort 2010. # Som småort.          |                                              |                                              |                                              |                                              |